# Anette-Gabriele Ziegler
Anette-Gabriele Ziegler (* 13. Juni 1958 in München) ist eine deutsche Medizinerin und seit 2010 Direktorin des Instituts für Diabetesforschung (IDF) am Helmholtz Zentrum München. Seit 2011 hat sie den Lehrstuhl für Diabetes und Gestationsdiabetes am Klinikum rechts der Isar der TU München inne.

## Leben
Ziegler begann 1978 ihr Medizinstudium in München, legte 1984 ihr medizinisches Staatsexamen an der dortigen Ludwig-Maximilians-Universität ab und erwarb ihre Approbation als Ärztin. Mit einer Abhandlung über zelluläre Immunphänomene bei der Manifestation des Typ-I-Diabetes promovierte sie im Jahr 1986. Von 1987 bis 1989 hatte sie ein Forschungsstipendium der Deutschen Forschungsgemeinschaft am Department for Immunology, Joslin Diabetes Center, Harvard University, Boston, USA und beteiligte sich am Aufbau der Arbeitsgruppe Immunologie am Institut für Diabetesforschung in München.
Im Jahr 1991 erhielt Ziegler ihre Anerkennung als Internistin, im Jahr 1992 wurde ihr die Lehrberechtigung für innere Medizin zuerkannt. Ebenfalls 1992 wurde sie mit dem Ferdinand-Bertram-Preis der Deutschen Diabetes-Gesellschaft ausgezeichnet. Im folgenden Jahr erhielt sie ein Heisenbergstipendium der Deutschen Forschungsgemeinschaft am Institut für Diabetesforschung in München und setzte ihre Tätigkeit als Funktionsoberärztin am Krankenhaus Schwabing fort. 1995 erhielt Ziegler ihre Anerkennung als Diabetologin. 2002 lehnte sie einen Ruf als C4-Professorin nach Bochum ab. Seit 2003 ist sie Mitglied im Vorstand der Forschungsgruppe München e.V. und seit 2007 deren Vorstandsvorsitzende.
Ziegler fungiert als klinische Direktorin des Helmholtz Diabetes Center (HDC) am Helmholtz Zentrum München. Seit 2016 amtiert sie außerdem als Sprecherin für Typ-1-Diabetes im Deutschen Zentrum für Diabetesforschung e. V. (DZD), ebenfalls auf dem Campus des Helmholtz Zentrums München. Dort leitet sie eine Reihe von Großstudien zu Typ-1-Diabetes, wie zum Beispiel das unter der Schirmherrschaft der bayerischen Staatsministerin für Gesundheit und Pflege, Melanie Huml, laufende Pilotprojekt Fr1da. Die Fr1da-Studie war die weltweit erste bevölkerungsweite Früherkennungsuntersuchung für Typ-1-Diabetes und richtet sich an Kinder im Alter zwischen zwei und fünf Jahren. In mehreren präventiven Interventionsstudien forscht Ziegler außerdem daran, wie ein klinisch manifester Typ-1-Diabetes bei Risikopersonen verhindert oder verzögert werden kann. Mit den Daten der Geburtskohorte BABYDIAB, die Ziegler 1989 als weltweit erste prospektive Diabetes-Geburtskohorte etablierte, konnte sie die Anfälligkeit für die Entstehung einer mit Typ-1-Diabetes assoziierten Autoimmunität in den ersten zwei Lebensjahren sowie Biomarker zur Diagnose eines asymptomatischen Frühstadiums aufdecken.
Ziegler gehört zu den europäischen Initiatoren der Globalen Plattform zur Prävention des Autoimmunen Diabetes (GPPAD), die 2015 gegründet wurde. GPPAD verfolgt das Ziel, Primärpräventionsstudien umzusetzen, welche das Auftreten von Betazell-Autoimmunität und damit die Neuerkrankungsrate für Typ-1-Diabetes langfristig senken sollen.

## Auszeichnungen
- Ferdinand-Bertram-Preis der Deutschen Diabetes-Gesellschaft (1992)[5]
- Dr. Bürger-Büsing Preis durch die Deutsche Diabetes-Union (1994)[5]
- Ernst-Friedrich-Pfeiffer-Preis der Deutschen Diabetes-Gesellschaft (1998)[5]
- Mary Tyler Moore and S. Robert Levine Excellence in Clinical Research Award der Juvenile Diabetes Research Foundation (JDRF) (2013)[5]
- Dr. Michael Brownlee Lecture Award des Joslin Diabetes Center der Harvard Medical School in Boston (2014)[5]
- Werner-Creutzfeldt-Preis der Deutschen Diabetes-Gesellschaft (2018)
- Mitglied der Bayerischen Akademie der Wissenschaften (2022)
- Paul-Langerhans-Medaille der Deutschen Diabetes-Gesellschaft (2024)[6]

## Publikationen (Auswahl)
Anette-Gabriele Ziegler ist Autorin oder Co-Autorin von über 400 Artikeln, die einen h-Index von 69 haben.
- A. G. Ziegler, K. Kick, E. Bonifacio, F. Haupt, M. Hippich, D. Dunstheimer, M. Lang, O. Laub, K. Warncke, K. Lange, R. Assfalg, M. Jolink, C. Winkler, P. Achenbach for the Fr1da Study Group: Yield of a Public Health Screening of Children for Islet Autoantibodies in Bavaria, Germany.
- K. Vehik, K. F. Lynch, M. C. Wong, X. Tian, M. C. Ross, R. A. Gibbs, N. J. Ajami, J. F. Petrosino, M. Rewers, J. Toppari, A. G. Zieglejr, J. X. She, A. Lernmark, B. Akolkar, W. A. Hagopian, D. A. Schatz, J. P. Krischer, H. Hyöty, R. E. Lloyd; TEDDY Study Group: Prospective virome analyses in young children at increased genetic risk for type 1 diabetes.
- K. C. Herold, B. N. Bundy, S. A. Long, J. A. Bluestone, L. A. DiMeglio, M. J. Dufort, S. E. Gitelman, P. A. Gottlieb, J. P. Krischer, P. S. Linsley, J. B. Marks, W. Moore, A. Moran, H. Rodriguez, W. E. Russell, D. Schatz, J. S. Skyler, E. Tsalikian, D. K. Wherrett, A. G. Ziegler, C. J. Greenbaum; Type 1 Diabetes TrialNet Study Group: An Anti-CD3 Antibody, Teplizumab, in Relatives at Risk for Type 1 Diabetes.
- E. Bonifacio, A. Beyerlein, M. Hippich, C. Winkler, K. Vehik, M. N. Weedon, M. Laimighofer, A. T. Hattersley, J. Krumsiek, B. I.  Frohnert, A. K. Steck, W. A. Hagopian, J. P. Krischer, Å. Lernmark, M. J. Rewers, J. X. She, J. Toppari, B. Akolkar, R. A. Oram, S. S. Rich, A. G. Ziegler; TEDDY Study Group: Genetic scores to stratify risk of developing multiple islet autoantibodies and type 1 diabetes: A prospective study in children.
- A. Beyerlein, E. Donnachie, S. Jergens, A. G. Ziegler AG: Infections in Early Life and Development of Type 1 Diabetes.